# Toralf Konetzke
Toralf Konetzke (* 10. Dezember 1972 in Cottbus) ist ein ehemaliger deutscher Fußballspieler.
In seinem einzigen Erstligajahr in der Saison 2001/2002 kam der Stürmer für den FC St. Pauli zu zehn Ligaeinsätzen, dabei erzielte er ein Tor. Vorherige Vereine waren Energie Cottbus und der SC Fortuna Köln, für die er in der zweiten Bundesliga stürmte. Mit Cottbus erreichte er das DFB-Pokal-Endspiel 1997.
Vor seiner Profikarriere hatte er bereits für Dynamo Berlin und die SG Kiekebusch gespielt. Nach seiner Zeit beim FC St. Pauli wechselte Konetzke zu Wacker Burghausen in die 2. Bundesliga, um anschließend beim FV Dresden-Laubegast seine Laufbahn zu beenden.